# Paul Britten Austin
Paul Britten Austin, född 5 april 1922 i Dawlish i Devon, död 25 juli 2005, var en brittisk författare och översättare. Britten Austin är mest känd för sina översättningar till engelska av Fredmans epistlar och sånger av Carl Michael Bellman och sin biografi över Bellman. Britten Austin översatte också annan svensk litteratur till engelska, bland annat av Hjalmar Söderberg, Carl von Linné och C.J.L. Almqvist. År 1979 erhöll han Svenska Akademiens tolkningspris, och 1982 blev han hedersdoktor vid Stockholms universitet.

## Biografi
Paul Britten Austin var son till författarna Frederick Britten Austin (1885–1941) och Ethel Mildred Britten Austin (född King). Han studerade vid Winchester College. År 1951 gifte han sig med romanförfattaren Margareta Bergman, syster till regissören Ingmar Bergman. De fick fyra barn. De bodde i Stockholm där han arbetade vid Sveriges Radio som chef för de engelskspråkiga sändningarna. Han ledde den svenska turistbyrån i London mellan 1957 och 1968, samtidigt som han arbetade med sin biografi över Bellman.

## Verk
Paul Britten Austin skrev den första fullständiga biografin någonsin över den svenska nationalskalden Carl Michael Bellman. Han översatte också ett 60-tal svenska verk till engelska och belönades med Nordstjärneorden för sin insats att sprida svensk litteratur i engelsk översättning, samt Svenska Akademiens tolkningspris.
I förordet till sin Bellmanbiografi skriver han: "Den här boken föddes i ett ögonblicks ingivelse – i den stund då jag insåg att, förutom Van Loons subjektiva essä, det inte finns, och uppenbarligen aldrig har funnits, en bok om Bellman på engelska. Den största av alla sångförfattare, inte på något språk! Helt okänd? En sådan lucka i allmänbildningen, insåg jag, måste omedelbart täppas till. Och trots att de dragiga och skumpiga brittiska järnvägsvagnarna och pendlande "med rullande hjul" mellan Victoria Station och Haywards Heath verkligen inte är den bästa platsen för att bråka sin hjärna med rim eller förklara svenska 1700-talstexter, var jag tvungen att omedelbart ge mig i kast med arbetet."
Britten Austin hävdar att Bellman är unik som poet, genom att all hans poesi är skriven till musik, och genom att den är lika storslagen sjungen som läst. Han pekar på svårigheterna med att göra poesi tillgänglig på andra språk. Det är nödvändigt att översättningen följer originalets meter eftersom "virtuositeten i Bellmans versform gifter sig med melodierna och är i sig själv källan till mycket av den dramatiska effekten". Britten Austin såg Bellman som ett "rokokons oändligt älskvärda och begåvade snille vars jordnära medmänsklighet, inte olik Burns’, beblandar sig så utsökt med hans tids förkonstlade behag".
Det är tydligt att Britten Austin beundrade och sökte på sitt eget sätt efterlikna den mångbegåvade Bellman.
Vid sidan av sin yrkeskarriär och sitt övriga författarskap ägnade Britten Austin 25 år åt sitt arbete med att sammanställa ögonvittnesskildringar av Napoleons katastrofala invasion av Ryssland 1812. Verket gavs ut i tre band. Han förklarade att han hyste en "grundmurad skepsis till historiker". Han ansåg att ”ju mer lättlästa de är, desto mindre historiskt pålitliga är de”. Så han valde att "inte hitta på något, inte en enda mening" utan i stället "återuppliva dem - med deras egna ord". Britten Austin använde "160 personer av de många tusen som utgjorde Grande Armée". "Jag tänkte att jag, utan impertinenta kommentarer (jag var ju trots allt inte med), skulle kunna återupprätta, så verklighetstroget som möjligt, sex månader av förlorad tid." För att uppnå detta "var jag naturligtvis tvungen att ta mina tusentals livfulla fragment, klippa sönder dem och sätta ihop dem till vad jag såg som en  ’marschordning’ och därmed i stora drag hjälpa läsaren att inte gå vilse." Resultatet blev en unik detaljerad rapport från fronten.

### Översättningar från svenska till engelska i urval
- Almqvist, Carl Jonas Love (2001) (på engelska). The Queen’s Tiara or Azouras Lazuli Tintomara. A tale of events immediately before, during and after the assassination of King Gustaf III of Sweden. London: Arcadia Books Ltd. Libris 6928936. http://litteraturbanken.se/#!/forfattare/AlmqvistCJL/titlar/QueensTiara/sida/iii/etext
- Asklund, Erik; Erkner Gunnar (1968) (på engelska). Stockholm - the city on the water. Stockholm: Norstedt. Libris 1304986
- Aspenström, Werner (1957) (på engelska). The poet and the emperor: a radio comedy. Stockholm: Sveriges radio. Libris 848068
- Bellman, Carl Michael (1963) (på engelska). Songs by Carl Michael Bellman 1740-1795. Stockholm: Sv. inst. Libris 1179480
- Bellman, Carl Michael (1990) (på engelska). Fredman's Epistles & Songs. Stockholm: Proprius Förlag. Libris 7605125
- Bellman, Carl Michael (1999) (på engelska). Fredman’s Epistles & Songs. A Selection in English with A Short Introduction. Stockholm: Proprius förlag AB. Libris 7605278. http://litteraturbanken.se/#!/forfattare/BellmanCM/titlar/FredmansEpistlesSongs/info
- Bergman, Ingmar (1967) (på engelska). A film trilogy. New York: Orion Press. Libris 1319268
- Bergman, Margareta (1989) (på engelska). Karin: a novel (1. U.S. ed.). New York: St. Martin's Press. Libris 4790063. ISBN 0-312-02936-5
- Delblanc, Sven (1983) (på engelska). Speranza. New York: Viking. Libris 5100540. ISBN 0-670-66245-3
- Enquist, P.O. (1989) (på engelska). The magnetist's fifth winter. London: Quartet books. Libris 5465267. ISBN 0-7043-2721-X
- Fogelström, Per Anders; Mokvist Åke, Britten Austin Paul (1979) (på engelska). Stockholm: [English edition]. Stockholm: Sv. bokhandlarefören. Libris 7749606. ISBN 91-85500-12-7 (inb.)
- Gripe, Maria; Gripe Harald, Britten Austin Paul (1969) (på engelska). Hugo and Josephine. New York: Delacorte ; Seymour Lawrence. Libris 9968582
- Gripe, Maria; Gripe Harald, Britten Austin Paul (1970) (på engelska). Josephine. London: Chatto & Windus. Libris 9619645. ISBN 0-7011-0296-9
- Huldén, Lars; Britten Austin Paul (1995) (på engelska). Carl Michael Bellman. Swedish portraits, 99-0586240-4. Stockholm: Swedish Institute (Svenska institutet) (SI). Libris 8358079. ISBN 91-520-0361-2
- Moberg, Vilhelm (1972-1973) (på engelska). A history of the Swedish people. Stockholm: Norstedt. Libris 666160
- Sahlberg, Gardar (1974) (på engelska). Murder at the masked ball: the assassination of Gustaf III of Sweden. London: Macdonald. Libris 4858000. ISBN 0-356-03590-5
- Setterwall, Åke; Lindberg Sten G., Fogelmarck Stig, Gyllensvärd Bo (1974) (på engelska). The Chinese Pavilion at Drottningholm. Malmö: Allhem. Libris 7589079. ISBN 91-7004-024-9
- Sjögren, Henrik; Britten Austin Paul (1979) (på engelska). Stage and society in Sweden: aspects of Swedish theatre since 1945. Stockholm: The Swedish inst. [Sv. inst.]. Libris 7409008. ISBN 91-520-0082-6
- Sjöwall, Maj; Wahlöö Per (1973) (på engelska). The locked room: the story of a crime. New York: Pantheon Books. Libris 4886914. ISBN 0-394-48533-5
- Söderberg, Hjalmar; Britten Austin Paul (1963) (på engelska). Doctor Glas: a novel. London: Chatto & Windus. Libris 1084833
- Taube, Evert; Britten Austin Paul (1967) (på engelska). I come from a raging sea. London. Libris 627945